# Gare de Kingston
La gare de Kingston est une gare ferroviaire située dans le quartier Cataraqui de Kingston en Ontario. La gare est desservie par les trains de Via Rail Canada qui relient entre Toronto, Ottawa et Montréal.
Ouverte en octobre 1856 en tant que gare de la ligne principale du Grand Tronc, la gare d'origine comportait un bâtiment de pierre de deux étages qui servait de base d'opérations régionale. La gare actuelle a ouvert ses portes à l'ouest des limites de la ville de Kingston en 1974, remplaçant les bâtiments historiques de la gare du Grand Tronc dans le nord de la ville. Le déplacement de la gare a permis au Canadien National de déplacer la ligne principale plus au nord, éliminant ainsi une longue courbe vers le sud.

## Situation ferroviaire
La gare est située au point milliaire 176,1 milles (283,4 km) de la subdivision Kingston du Canadien National, entre les gares de Napanee et de Gananoque.

## Histoire
À l'époque du voilier, Kingston était à la fois un important poste militaire et le plus important portail d'immigration et centre de transbordement de marchandises du Haut-Canada. La ville a connu une expansion rapide au cours des trois premières décennies du XIXe siècle, bien que son rôle essentiel de centre de transbordement ait été compromis dans les années 1830 et 1840, lorsque les nouveaux canaux du fleuve Saint-Laurent ont permis aux grands navires d'accéder aux Grands Lacs.
Au milieu du XIXe siècle, l'ère de la vapeur, Kingston était un important centre de transport par voie d'eau, qui a servi de capitale du Canada de 1840 à 1844. La confiance en son avenir a stimulé « un boom de grande envergure » au cours duquel la ville a triplé sa taille et acquis une foule d'élégante structures en pierre. En 1852, lorsque la construction du Grand Tronc est approuvée, Kingston est devenue le centre le plus sophistiqué du Canada-Ouest. Elle demeure un important foyer de la culture britannique au Canada et le siège d'une communauté financière et politique influente. Son membre législatif était John A. Macdonald, destiné à devenir un des hommes politiques les plus importants du Canada au cours du demi-siècle suivant.
Les citoyens de Kingston possédaient une influence suffisante pour s'assurer que leur ville profite d'un projet de construction à grande échelle comme le Grand Tronc. Selon toute vraisemblance, c'est la raison pour laquelle Kingston a été incluse après coup comme troisième siège de construction du Grand Tronc. Kingston était un puits d'artisans expérimentés et de fournisseurs établis qui pouvaient fournir efficacement les matériaux de construction et les provisions nécessaires. Dans la première moitié du XIXe siècle, la ville avait servi de base d'approvisionnement pour des projets de construction militaire britanniques de grande envergure, dont le canal Rideau. Les fournisseurs de Kingston ont également soutenu l'expansion rapide de la ville dans le domaine de la construction privée et publique.
Les contrats de construction de la section entre Toronto et Montréal de la ligne du Grand Tronc ont été signés entre le Grand Tronc et les entrepreneurs britanniques « Jackson, Peto, Brassey et Betts » le 14 décembre 1852. Ces contrats ont désigné Kingston comme le principal point médian entre Toronto et Montréal. Par conséquent, la construction a été entreprise simultanément à partir des trois points : Montréal, Kingston et Toronto. La partie orientale de la route entre Montréal et Brockville a été construite à partir de Montréal et achevée en décembre 1855. La deuxième partie s'étendait de Toronto à Oshawa et a été achevée en juillet 1856. Les dernières sections étaient celles qui rayonnaient de Kingston, vers Brockville à l'est et Oshawa à l'ouest. Cette partie a été achevée en 1856.
Le Grand Tronc a été le dernier projet à grande échelle du XIXe siècle pour lequel Kingston a servi de centre d'approvisionnement majeur. Pendant la construction de la ligne principale entre Toronto et Montréal, il y avait du travail pour tous les hommes capables qui le voulaient, alors qu'après, c'était le chômage, les difficultés, la pauvreté et la famine qui a frappé la ville. En bref, les citoyens influents de Kingston ont utilisé le Grand Tronc pour retarder l'inévitable effondrement, mais ils n'ont pas pu l'empêcher d'arriver. La construction des canaux du fleuve Saint-Laurent dans les années 1840, puis la désignation de Bytown comme la capitale du Canada en 1857 ont fait en sorte que Kingston n'avait plus aucun rôle critique à jouer. Cette situation s'est encore aggravée lorsque l'armée britannique a laissé un vide en abandonnant sa base militaire de longue date dans les années 1860.
Les journaux locaux sont remplis des disputes que les citoyens ont menées avec le Grand Tronc alors qu'ils tentaient de modeler le chemin de fer pour combler le vide. L'une d'entre elles concernait le site de la gare, que le Grand Tronc a situé juste au nord des limites de la ville, parce que le coût de l'immobilier à Kingston était trop élevé. Une autre concernait le coût de la construction d'un embranchement entre la gare et le port de Kingston, afin de relier les importantes installations de transport maritime de la ville au chemin de fer. Une troisième concernait un projet de traversier pour relier les lignes ferroviaires de Kingston à celles de l'État de New York. Les attentes de Kingston ont été clairement exprimées par le Whig britannique lorsqu'il décrit, en 1858, une éventuelle liaison américaine avec le Grand Tronc comme un autre rayon de la roue entournant Kingston, dont il sera le moyeu.
Bien qu'elle n'ait pas été à la hauteur des aspirations initiales, l'association précoce de Kingston avec le Grand Tronc a permis à la ville de faire la transition de l'eau au rail de manière relativement agréable. La Canadian Locomotive Co. en est un exemple. Cette entreprise de Kingston a commencé à construire des wagons de chemin de fer au XIXe siècle, dans le prolongement de ses activités de construction de navires à vapeur. Au fur et à mesure que les installations ferroviaires sont développées au Canada, les équipements de l'entreprise se sont considérablement agrandis. En 1939, elle était reconnue comme l'un des plus grands ateliers de fabrication de locomotives du pays.
Kingston a également bénéficié d'investissements directs du Grand Tronc. Elle est restée un important centre administratif du Grand Tronc, et ensuite du Canadien National de 1856 aux années 1980, et a été l'un des principaux employeurs à long terme de la communauté. Kingston a été l'une des premières communautés à bénéficier de toute amélioration du service du Grand Tronc. Lorsque le Grand Tronc a commencé à établir des liens avec les compagnies ferroviaires américaines, il a construit une ligne de fret avec des entrepôts sur un quai entre Johnson Street et William Street en 1860. Alors que le système du Grand Tronc renforçait ses liens avec les systèmes de transport américains à la fin du XIXe siècle, Kingston est apparu comme un point de transit. Les installations de fret de Kingston ont été remplacées en 1911 lorsqu'un nouveau terminal a été ouvert au nord de Wellington Street. La ville du calcaire a également bénéficié de la promotion du tourisme dans les Mille-Îles par le Grand Tronc au début du siècle.
Les citoyens de Kingston ont joué direct dans l'émergence de leur ville en tant que centre ferroviaire. Durant la période de développement ferroviaire de 1880 à 1914, la ville de Kingston a financé en partie la construction du chemin de fer Kingston et Pembroke, qui exploitait lui-même deux gares en ville. La ville a également aidé à la construction du chemin de fer Napanee, Tamworth et Québec. La concurrence qui s'ensuit incite le Grand Tronc à construire une billetterie au centre-ville en 1885. L'existence de ces lignes a permis au Canadien Pacifique et au Canadian Northern Railway d'acquérir des installations à Kingston. Cela a fini par relier Kingston à tous les grands réseaux ferroviaires du Canada.
À la fin du XIXe et au XXe siècle, Kingston était un centre gouvernemental et de transport qui fournissait des installations de service, d'approvisionnement et de transformation aux cantons du nord. Avec l'augmentation du trafic, le Grand Tronc a ajouté une extension en briques entre 1895 et 1898 qui servait à l'origine de restaurant, mais qui a ensuite été convertie en guichet et en salle d'attente. Cette extension a été reliée par une passerelle couverte en 1939 et la structure d'origine a été réduite à une simple zone de bagages et de stockage. En 1939, la ville comptait 24 000 habitants et la liste de ses industries comprenait les textiles, les moteurs à vapeur, les biscuits, les cigares, les produits chimiques, et les bateaux. En 1939, le succès de la ville dans toutes ces activités était directement lié à ses connexions ferroviaires bien établies.
Tout cela a changé peu après la Seconde Guerre mondiale, lorsqu'un train de marchandises en direction de l'ouest n'a pas réussi à passer le virage serré et que la locomotive s'est retrouvée sur le côté, sur le quai. Le mécanicien et le pompier sont morts des suites de l'accident. Cet accident préfigure la fin de la gare du Grand Tronc. Au début des années 1970, le CN a creusé une grande tranchée pour réduire la courbe afin que les trains puissent circuler à une certaine vitesse dans le secteur. La gare a été fermée, la liaison avec le centre-ville a pris fin et une toute nouvelle gare d'un étage a été officiellement ouverte sur John Counter Boulevard le 25 octobre 1974.
Les bureaux ferroviaires ont été retirés en 1987, et le site de l'ancienne gare a été brièvement réaménagé en restaurant Pig and Whistle entre 1989 et 1992, puis abandonné. Le toit d'origine a disparu, endommagé par un incendie en 1996. Désignée en 1994 comme gare ferroviaire patrimoniale, la gare abandonnée, après des années de négligence, était en ruines. Seules quelques parties des murs en pierre calcaire d'origine étaient encore debout et maintenues en place par des supports en acier. En 2014, l'entreprise de construction Doornekamp Construction a proposé de relocaliser l'ancienne gare à l'extérieur de Wellington Street, dans le centre-ville de Kingston, et de la reconstruire en espace de bureaux. En 2015, la ville de Kingston a mis en place le projet de planification secondaire de North King's Town, afin d'examiner la revitalisation des quartiers qui comprennent l'ancienne gare. La période d'étude s'est étendue jusqu'à la fin de 2018 et a été rendue possible grâce à l'orientation du Conseil, à un groupe de travail dédié composé de parties prenantes et de citoyens, et à des consultants professionnels en planification retenus.

## Service des voyageurs

### Accueil
La gare et son guichet sont ouverts en semaine entre 7h et 21h30, le samedi entre 7h et 20h30, et le dimanche entre 8h30 et 21h30. La gare dispose d'une salle d'attente, de toilettes, d'un téléphone payant, d'un service de location de voitures, d'une station de taxis et d'un salon d'affaires est ouvert tous les jours entre 8h et 21h30. La gare est accessible en fauteuil roulant.

### Desserte
Six à sept trains à destination d'Ottawa s'arrêtent à la gare chaque jour, ainsi que cinq à six trains à destination de Montréal et douze à quatorze trains à destination de Toronto.

### Intermodalité
Le stationnement extérieur est payant. La gare dispose également d'un kiosque Enterprise Rent-A-Car pour louer une voiture. Modern Day Taxi et Amey's Taxi sont les deux compagnies de taxi qui desservent la ville. Uber est une application de covoiturage qui dessert Kingston. La gare dispose d'un support à vélos pour les cyclistes.
Kingston Transit est un service de transport en commun local. La ligne 18 Train Station Circuit fait le tour de la ville et dessert la gare ferroviaire, le terminus d'autobus, l'Université Queen's et le St. Lawrence College. La 18 entre directement à la gare. La ligne 4 est une ligne diagonale qui emprunte Princess Street, et dessert le centre-ville, le Centre Kingston, le temple évangélique de Kingston et le centre Cataraqui. La ligne 7 est une ligne est-ouest qui dessert Rideau Heights, le terminus d'autobus, la gare ferroviaire, le centre Cataraqui et le stationnement incitatif du centre INVISTA. La 16 emprunte Division Street et Dalton Avenue et dessert le Centre Kingston et le terminus d'autobus. Les arrêts de 4 se trouvent sur Princess Street, et les arrêts de 7 et de 16 sont sur John Counter Boulevard.